# Chacha (écrivain)
Pour les articles homonymes, voir Chacha.
 (juillet 2019).
Mohammed Chacha, plus couramment appelé Chacha (en tifinagh : ⵛ·ⵛ·), né le 15 août 1955 au sein de la tribu Ikebdanen à Cap-de-l'Eau, près de Nador et mort le 29 juin 2016 à Amsterdam, est un écrivain, poète, nouvelliste et romancier marocain rifain, d'expression amazighe, arabe et néerlandaise. Il fut aussi républicain, et activiste amazigh.

## Biographie

### Enfance
Adolescent, Chacha a travaillé en tant que pêcheur dans le port d'Ixef n Cebdan (Ikhef n Chebdan,Ras El Ma). Là-bas, il fut viré pour avoir demandé de meilleures conditions de travail, lui et d'autres pêcheurs. Il fut aussi marqué par la répression de la révolte rifaine de 1959 par le régime de Hassan II, qui fit plusieurs morts chez les Berbères du Rif. Très jeune, il prit conscience de la dictature dans son pays d'origine. Sa première confrontation avec le régime du roi Hassan II eut lieu lors d'une manifestation étudiante durant laquelle il fut arrêté et battu, qui avait abouti à la suspension des cours. À l'âge de 22 ans, en 1977, il s'enfuit aux Pays-Bas pour y demander l'asile politique.

### Vie personnelle
Jusqu'à sa mort, il a vécu et travaillé à Amsterdam, où il a participé activement au mouvement radical marocain Ila Al Amame et au comité des travailleurs marocains aux Pays-Bas (KMAN). Il finit finalement par quitter ces organisations pour des raisons idéologiques. Chacha est toujours resté impliqué dans diverses organisations de défense des droits de l'homme. En plus de son activisme, en tant qu'autodidacte, il s'intéressait principalement à la littérature, à la langue et à la culture.
Dans les années 1980, il était l'un des principaux membres du jeune mouvement amazigh aux Pays-Bas. Le mouvement comprenait des artistes, des poètes, des écrivains et des étudiants. Cela inspira et incita Chacha à écrire en tamazight après avoir publié ses premiers livres en arabe. Dans les années 1990, il fonda la Fondation Izouran (racines) dans le but de produire et publier la littérature rifaine. Chacha a également soutenu le linguiste Roel Otten dans ses cours d'arabe et de tamazight en lisant des extraits de son travail pour améliorer les capacités de parole et d'écoute de ses étudiants.
Tant ses chansons que ses livres chantent et décrivent le destin des travailleurs, des femmes et d’autres groupes marginalisés et opprimés. Il a notamment suivi une série de cours de théâtre et a joué dans diverses pièces de théâtre, tout en écrivant ses propres pièces. Il a participé à des événements culturels et à des réunions politiques dans toute l'Europe. Chacha jouait du luth et chantait des Izlan (poèmes amazighs). Il a également réalisé des programmes de radio et de télévision pour la Radio Pirate et Amazigh TV, entre autres. Ses programmes portaient principalement sur l'art, la culture et la politique.
Pour des raisons politiques, Chacha ne fut pas autorisé à rentrer dans son pays natal pendant une longue période. Après la mort de Hassan II en 1999, il est rentré au Maroc pour voir par lui-même à quoi le pays ressemblait. Au cours des premières années du régime de Mohamed VI, il croyait encore aux promesses du nouveau roi. Il fut déçu, pensant qu'un Maroc démocratique au sein des Alaouites marocains ne pourrait se réaliser. Au cours des dix dernières années de sa vie, il a rejoint le mouvement du Rif qui prône une république libre du Rif telle qu'elle avait été fondée par Abdelkrim el-Khattabi en 1921. L'autodétermination du Rif fut sa dernière revendication politique.
En 2004, Chacha subit une greffe de poumon. Ses médecins avaient prédit qu'il serait capable de vivre avec ces poumons pendant encore huit ans, qui se sont finalement avérés être douze ans. Sur son lit de malade à Amsterdam, il a continué à écrire son dernier roman: Hdem bna (décomposer, construire), qu'il n'a pas pu terminer. Il continua à s'y consacrer jusqu'à trois jours avant sa mort. 

### Décès et polémiques autour de l'enterrement
Chacha meurt le mercredi 29 juin 2019 à Amsterdam, des suites d'une longue maladie. Il est enterré le samedi 2 juin 2016 dans son village natal, à Ras El Ma. 
Pour son enterrement, Chacha avait laissé un testament réclamant des obsèques non musulmanes. Souhaitant accomplir les dernières volontés du défunt, les membres de sa famille et plusieurs de ses amis ont donc refusé de l'enterrer selon les règles du rite musulman, et les cérémonies des funérailles se sont déroulées publiquement dans son village natal sans récitation du Coran ni prière mortuaire musulmane, et avec la présence des femmes lors de l'enterrement,,, ce qui avait fait polémique, en raison de cette pratique jugée contraire aux coutumes islamiques du Maroc. Pour certains, cela fait de Chacha un militant même après sa mort. L'idéologue islamiste Raïssouni avait même réagi à cet enterrement, déclarant qu'un athée marocain, même né musulman, n'a pas le droit d'être enterré dans un cimetière musulman. 
Les autorités marocaines auraient notamment tenté de confisquer le drapeau rifain qui était posé sur son cercueil durant l'enterrement. Il fut finalement enterré avec un drapeau amazigh.

## Écriture
Chacha est, avec Mohamed Bouzagou, l'un des premiers romanciers de langue amazighe au Maroc. En effet, même si c'est dans la variante chleuhe que l'on comptabilise le plus de romans amazighs, c'est dans la variante rifaine, au nord du pays, que les premiers romans ont vu le jour, et ce notamment grâce aux réalisations de Chacha. 
La première nouvelle publiée en rifain est l'œuvre de Chacha intitulée Reẓ ṭṭabu ad d teffegh tfukt,. Chacha a aussi publié une autre nouvelle et quatre collections d'histoires courtes et de poèmes. 
Sa première tentative d'écriture était en arabe avant son arrivée aux Pays-Bas en tant que réfugié dans les années 1970. 
Chacha fait partie des nombreux auteurs maghrébins polyglottes berbères à écrire dans plusieurs langues, et écrit aussi en néerlandais.
Chacha compte parmi les rares auteurs d'expression amazighe, avec Belaïd pour le kabyle, à effectuer un passage à l'écrit enraciné dans la tradition de la prose orale, sans transfert préalable d'une prose française ou arabe. Il fait partie des auteurs qui ont choisi la graphie latine (alphabet amazigh latin) pour l'écriture.
Les thématiques abordées par Chacha traitent souvent de la satire sociale, mais aussi de l'émigration, qui est au centre des poèmes. Chez Chacha, comme chez Azergui, la critique sociale atteint le stade de la provocation en traitant des sujets tabous tels la sexualité et la religion.  
Dans le roman Reẓ ṭṭabu ad d teffegh tfukt, Chacha aborde la rupture des tabous socioculturels et successivement la recherche de nouveaux mondes et possibilités d'être, dans les nouvelles de voyage recueillies dans Ajḍiḍ umi yitwagg celwaw.

## Œuvres
En arabe
- 1979 : Al-Maghrib Al jadid, poème. « Le Nouveau Maroc »[5],[15],[1],[16].
- 1985 : Qasaid Al Fuqaraa, poème. « Poèmes du pauvre ».

En amazigh
- 1995 : Raẓ, tuɛaryent, d tarewra zeg yiṭan, poème. « La faim, la nudité et la fuit des chiens ».
- 1997 : Reẓ ṭṭabu ad d teffeɣ tfukt, roman. « Brise le tabou et le soleil va paraître ».
- 1998 : Ajḍiḍ umi yitwagg celwaw, nouvelles. « L'oiseau aveugle ».
- 1999 : Cway zi tibbuherya ɛad war twid, nouvelles. « Folie inachevée ».
- 2000 : Abrid ɣer yezran, étude sur les Izlan. « La route vers les chansons ».
- 2015 : Tuf teqqen, roman. « C'est coincé ».
- 2015 : Tarwa n umadal, poèmes « Enfants du monde ».
- 2016 : Aṛaji, poème. « L'attente ».
- 2016 : Tayri n tayri, roman. « L'amour de l'amour ».

En néerlandais
- 1993 : Hunger, Nacktheit und Flucht vor den Hunden: rebellische Verse (traduction de Raẓ, tuɛaryent, d tarewra zeg yiṭan, 1995).

## Hommages
De nombreux hommages ont été rendus à Chacha après son décès, particulièrement aux Pays-Bas.
Pour se remémorer sa vie, un groupe d'activistes rifains a notamment formé un comité aux Pays-Bas afin d'organiser un jour public entier en hommage à Chacha.
Sliman Belgharbi, chef de la rédaction du média rifain d'expression française Rifonline, a notamment salué la mémoire de Chacha, déclarant « Sa disparition est une perte immense pour le Rif et le monde amazigh », et faisant un appel pour sauvegarder l’héritage de celui qui « a beaucoup donné au patrimoine culturel rifain », pour reprendre ses propos.